# كيس فان بورن
كيس فان بورن (بالهولندية: Kees van Buuren)‏ (27 يوليو 1986 بلوبيك في هولندا - ) هو لاعب كرة قدم هولندي في مركز الدفاع. شارك مع منتخب هولندا تحت 21 سنة لكرة القدم. أما مع النوادي، فقد لعب مع دين بوستش وسبارتا روتردام وفيلم تو تيلبورغ ونادي أوترخت والمير سيتي.

## وصلات خارجية
- كيس فان بورن على موقع إي إس بي إن إف سي (الإنجليزية)
- كيس فان بورن على موقع قاعدة بيانات كرة القدم.إي يو (الإنجليزية)
- كيس فان بورن على موقع Soccerbase.com (لاعب) (الإنجليزية)
- كيس فان بورن على موقع Soccerway.com (الإنجليزية)
- كيس فان بورن على موقع عالم كرة القدم.نت (الإنجليزية)